# Emma Lampert Cooper

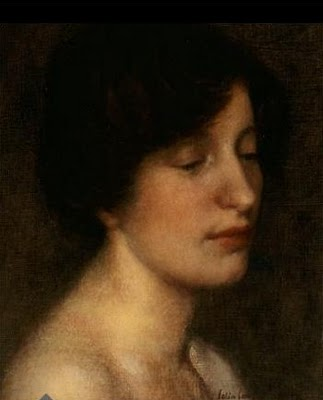
Porträt von Emma Lampert Cooper, gemalt um 1897 von ihrem Ehemann Colin Campbell Cooper

Emma Esther Lampert Cooper (* 24. Februar 1855 in Nunda, New York; † 30. Juli 1920 in Pittsford, New York) war eine US-amerikanische Malerin, Kunstlehrerin und Artdirector. Ihr Ehemann war der Maler Colin Campbell Cooper.

## Frühe Jahre
Emma Esther Lampert wurde 1855 als Tochter von Jenette, geborene Smith, und Henry Lampert in Nunda (Livingston County) geboren. Ihr Vater wanderte aus dem Königreich Hannover in die Vereinigten Staaten ein. Zum Zeitpunkt ihrer Geburt arbeitete er als Gerber. Zwei andere deutsche Gerber und ein Diener lebten mit der Familie im selben Haus. Emma hatte eine ältere Schwester namens Mary, zwei jüngere Schwestern namens Carrie und Adella sowie einen jüngeren Bruder namens Henry. Die Familie zog nach Rochester (Monroe County), wo ihr Vater 1870 als Ledergroßhändler tätig war. Während des Bürgerkrieges wurde er im Juni 1863 zum Militärdienst eingezogen. Er verstarb am 10. Juni 1880.

## Künstlerlaufbahn

### Ausbildung

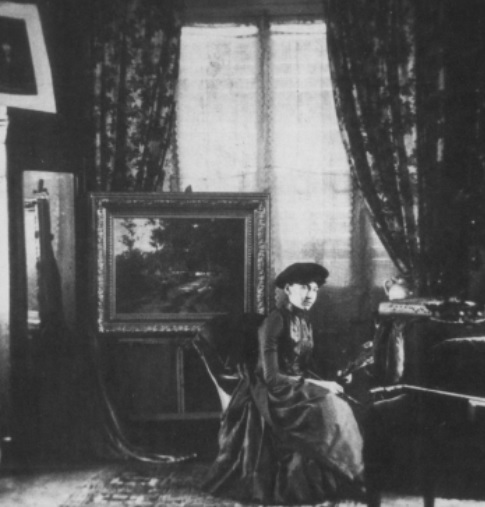
Emma Lampert Cooper in ihrem Atelier (um 1900)

Cooper graduierte 1875 am Wells College in Aurora (New York). Sie war ein Gründungsmitglied der Eastern Association of Wells College.
1877 wurde der Rochester Art Club gegründet und sie wurde deren erste Vizepräsidentin. Im Laufe der Jahre fungierte sie auch als Secretary und Präsidentin. Sie war bis 1895 Mitglied im Club. Zwischen 1870 und 1886 hatte sie ein Atelier im historischen Powers Building in Rochester. Während ihrer Zeit in Rochester hatte sie einen „nennenswerten Einfluss“ auf die Kunstgemeinde der Stadt.
Sie zog nach New York City, um an der Art Students League of New York und der Cooper Union zu studieren. Einer ihrer Dozenten war William Merritt Chase. Cooper studierte in der Mitte der 1880er Jahre 18 Monate lang in Paris an der Académie Delécluse und 1891 unter Hein Kever in Niederlande.

### Lehrtätigkeit
Sie war Artdirector an der Foster School in Clifton Springs (New York), welche zwischen 1876 und 1885 geöffnet war. Von 1893 bis 1897 unterrichtete sie Kunst am Mechanics Institute (heute Rochester Institute of Technology).

### Ehe

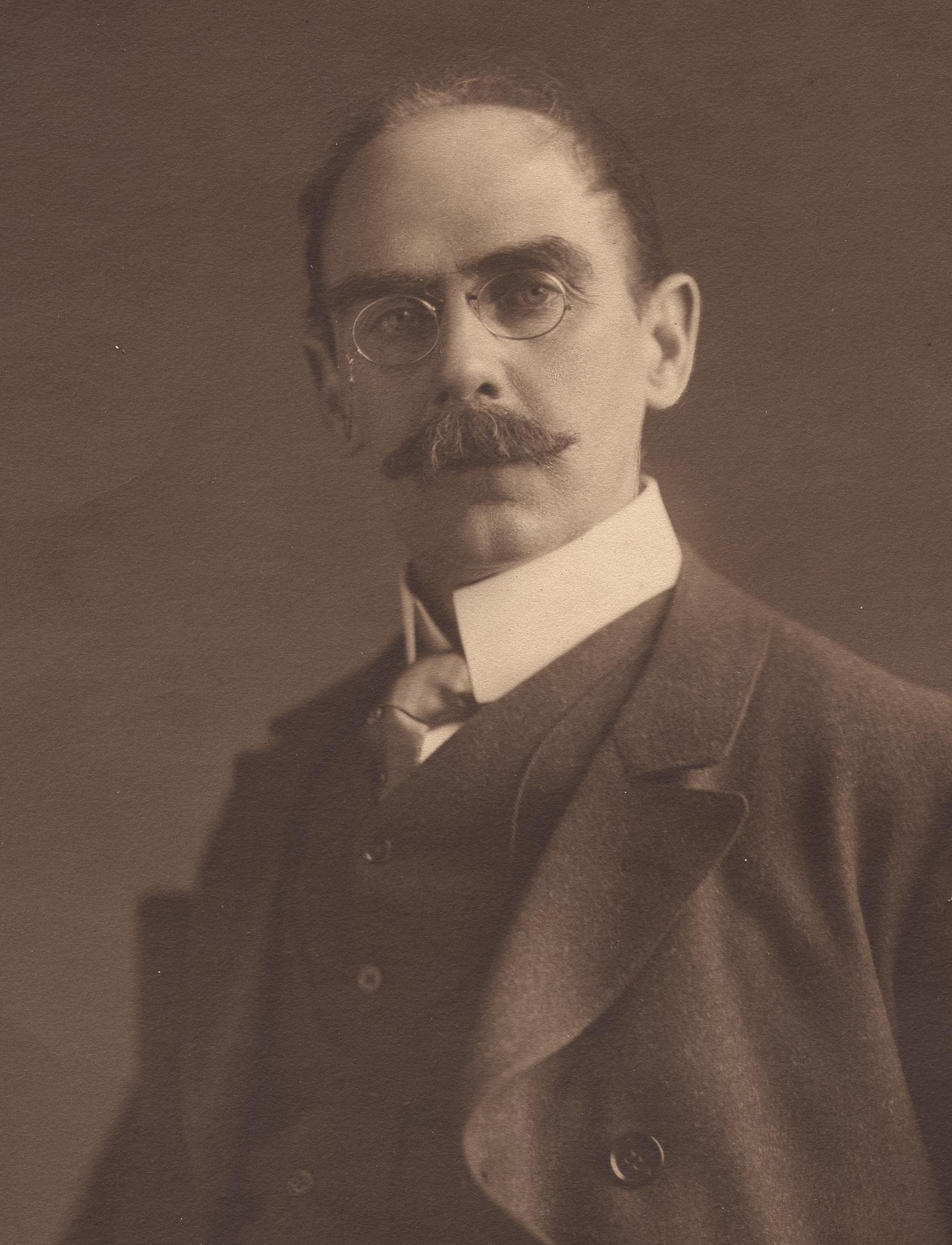
Colin Campbell Cooper (um 1905)

Während ihres Aufenthalts in Dordrecht im Jahr 1897, als sie dort lebte und arbeitete, traf sie den Maler Colin Campbell Cooper. Das Paar heiratete am 9. Juni 1897 in Rochester (New York). Zwischen 1898 und 1902 reiste das Paar im Ausland herum. Sie lebten ein Jahr lang in der Künstlerkolonie in Laren (Niederlande). Das Paar ließ sich schließlich in New York City nieder, reiste aber viel nach Europa und in ihre Heimatstadt Rochester. Sie waren 1913 in Britisch-Indien. Beide sollen angeblich von einem Mäzen in den Vereinigten Staaten beauftragt worden sein Gemälde dort anzufertigen. Die Werke von dieser Reise wurden dann 1915 in Rochester ausgestellt. Wegen ihrer Arbeit in den Vereinigten Staaten und im Ausland war sie in der internationalen Kunstszene angesehen.

### Kunstwerke und Ausstellungen
In ihren Werken behandelte sie vor allem Stillleben und Landschaften von ihren Reisen. Sie schloss 1886 ihr Atelier in Rochester und reiste dann nach Paris. 1887 stellte sie ihr Werk Hillside at Picardy bei der Salon de Paris aus. Für ihr Gemälde Breadwinner wurde ihr 1893 eine Auszeichnung bei der World’s Columbian Exposition in Chicago (Illinois) verliehen und 1895 eine Auszeichnung bei der Cotton States and International Exposition in Atlanta (Georgia). Ihre Werke wurden 1900 bei der Weltausstellung in Paris ausgestellt. 1902 erhielt sie eine Goldmedaille bei der American Art Society Exhibition in Philadelphia (Pennsylvania). Sie stellte 1904 Öl- und Aquarellgemälde bei der Louisiana Purchase Exposition in St. Louis (Missouri) aus und gewann zwei Bronzemedaillen, davon eine für ihr Werk Weaving Homespun. Coopers Gemälde wurden zusammen mit den von ihren Ehemann zwischen 1902 und 1910 in Rochester, Chicago, New York City und Philadelphia, sowie Buffalo ausgestellt. 1915 stellte sie ihre Werke aus Britisch-Indien zusammen mit den Werken von Alice Schille, Adelaide Deming und Helen Watson Phelps in New York City aus.
Cooper wurde während der zweiten Hälfte des 19. Jahrhunderts eine Künstlerin, als eine beträchtliche Anzahl von Frauen erfolgreiche, gut ausgebildete Künstlerinnen wurden, eine Seltenheit vor dieser Zeit, bis auf ein paar Ausnahmen, wie Angelika Kauffmann und Élisabeth Vigée-Lebrun. Die aufstrebenden Künstlerinnen erschufen Werke mit einer anderen Perspektive als Männer, was ihre beschränkte Vorstellungskraft von Weiblichkeit herausforderte und erschufen ein Genre von blumig-weiblichen Landschaftsbildern, in denen „the artist placed one woman or more in a flower garden setting and manipulated composition, color, texture and form to make the women look as much like flowers as possible.“ Sie gehörten zu den gebildeten, intellektuellen New Women im späten 19. Jahrhundert, deren Einfluss größtenteils von den Kunstwissenschaftlern ignoriert wurde.
Cooper war eine von den gut ausgebildeten Künstlerinnen, welche zu einer erfolgreichen Landschaftsmalerin und akademischen Person heranreifte. Zu Beginn musste sie aber wie andere als Kinderbuchillustrator und Maler von Miniaturen und Blumenbildern arbeiten. Mit der Erkenntnis dieses steinigen Weges bei dem Übergang zu einer erfolgreichen Künstlerin, vor allem von Landschafts- und Porträtgemälden, warnte sie andere Künstlerinnen, welche diesen Weg anstrebten. Allerdings war sie in der Lage die Hindernisse auf ihren Weg zu überwinden und wurde schließlich eine erfolgreiche Landschaftsmalerin.
Sie war Mitglied vom Women’s International Art Club in London, der Pennsylvania Academy of the Fine Arts und der Women’s Art Association of Canada. In New York City gehörte sie dem Woman’s Art Club of New York, dem National Arts Club und dem New York Watercolor Club an. Sie war ein Gründungsmitglied vom Rochester Art Club und vom Philadelphia Water Color Club.

### Kunstsammlungen
Die Gemälde von Cooper sind heute Teil von privaten und öffentlichen Kunstsammlungen, einschließlich der Memorial Art Gallery von der University of Rochester, dem Strong Museum in Rochester (New York), dem Weatherspoon Art Museum in Greensboro (North Carolina) und dem Wells College in Aurora (New York).

## RMS Carpathia

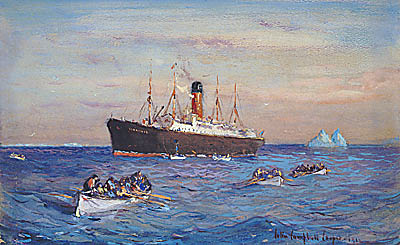
Rescue of the Survivors of the Titanic by the Carpathia im Midwest Museum of Art, gemalt 1912 von Colin Campbell Cooper

Das Paar gehörte im April 1912 zu den Erste-Klasse-Passagieren an Bord der Carpathia der britischen Cunard Line auf dem Weg von New York City nach Gibraltar, als diese die Überlebenden der gesunkenen Titanic aufnahm. Sie halfen bei der Rettung der Überlebenden. In diesem Zusammenhang teilten sie ihre Kabine und kümmerten sich um die Überlebende Irene Harris, die Ehefrau des Theaterproduzenten und -managers Henry Harris, welcher bei dem Untergang ums Leben gekommen war. Colin Campbell malte anschließend mehrere Gemälde von der RMS Titanic.

## Tod
Sie verstarb 1920 im Haus ihrer Schwester, Mary Lampert Steele, in Pittsford (New York) und wurde dann auf dem Mount Hope Cemetery in Rochester (New York) beigesetzt.
Im Januar 1940 fand eine retrospektive Ausstellung ihrer Werke an der George H. Brodhead Fine Arts in Rochester statt. Die Unterlagen von ihr und ihrem Ehemann sind heute Teil der Handschriftensammlung der River Campus Libraries an der University of Rochester.

## Werke (Auswahl)

### Europa und Nordamerika
- A Corner in the Studio (Ölgemälde), zwischen 1882 und 1897
- A Corner in the Studio (Ölgemälde), zwischen 1882 und 1897
- A Dutch Cavalier (Aquarell), Memorial Art Gallery, University of Rochester
- Adobe House (Ölgemälde), um 1900, Privatsammlung
- An Old Mill, Holland (Aquarell), zwischen 1897 und 1917
- At Colorado Springs, Colorado (Ölgemälde), Cragmoor Free Library in New York
- Bee Hives in a French Garden (Zeichnung), 1888, Memorial Art Gallery, University of Rochester
- Behind the Dunes
- Brittany Farmyard (Ölgemälde), zwischen 1882 und 1897
- Canal in Holland (Aquarell), zwischen 1885 und 1897
- Cape Cod Vista (Ölgemälde), Memorial Art Museum, University of Rochester
- Courtyard (Ölgemälde), Privatsammlung
- Crooked Houses (Ölgemälde), zwischen 1897 und 1910
- Dutch Interior (Ölgemälde), zwischen 1882 und 1897
- Geranium (Ölgemälde)
- Gray Day (Ölgemälde), zwischen 1882 und 1897
- Gray Day, Mystic, Connecticut (Ölgemälde), zwischen 1882 und 1897
- Hillside in Picardy
- Landscape, Autumn (Aquarell), zwischen 1897 und 1920
- Landscape, France (Ölgemälde), zwischen 1882 und 1897
- Life Work (Ölgemälde), Arbeitsinnenszene, Weatherspoon Art Museum, Greensboro (North Carolina)
- Little Shop (Ölgemälde), um 1900
- Little Shop, Holland (Ölgemälde), Cragmoore Free Library in Cragsmoore (New York)
- Morning Near Riverdale (Ölgemälde), um 1885, Wells College, Aurora (New York)
- New England Vista (Ölgemälde), Memorial Art Gallery, University of Rochester
- Old Well, Pittfield, New York (Aquarell), zwischen 1885 und 1897, Strong Museum, One Manhattan Square, Rochester (New York)
- On a French River, Memorial Art Gallery, University of Rochester
- Rose Covered Verandah (Ölgemälde), zwischen 1897 und 1920
- Roses (Ölgemälde), Lagakos-Turak Gallery, Philadelphia
- San Diego Exposition 1916 (Ölgemälde), Innenszene, Privatsammlung
- Side Door of a Manor House, Touraine (Ölgemälde), zwischen 1897 und 1920
- Spurting Rock (Aquarell), zwischen 1885 und 1897
- Still Life (Aquarell), zwischen 1897 und 1920
- The Breadwinner (Aquarell), 1891, Memorial Art Gallery, University of Rochester
- The Farm House (Aquarell), zwischen 1885 und 1897
- The Marsh (Ölgemälde)
- Through the Meadows in Holland
- ohne Titel (Landschaft mit Brücke), Memorial Art Gallery, University of Rochester
- Weaving Homespun, Canada (Ölgemälde), um 1904, Memorial Art Gallery, University of Rochester
- Wheelwright at Work (Ölgemälde), Aktzeichnung, um 1880
- Wheelwright at Work (Ölgemälde), Innenszene, um 1880
- Windmills (Ölgemälde), zwischen 1897 und 1920
- Young Boys in Landscape (Ölgemälde), Lagakos-Turak Gallery, Philadelphia

### Britisch-Indien
Die folgenden Werke wurden 1913 in Britisch-Indien erstellt und 1915 in der Memorial Art Gallery in Rochester und Milwaukee ausgestellt:
- Bazaar at Little Agra
- Bombay Street
- Candy bazaar, Agra
- Ceylon House Servant
- Chauk bazaar, Lucknow
- Delhi Fruit Stand
- Dye house at Udaipur
- Entrance to a Temple, Jaipur
- Holy Man’s Tomb at Agra (Ölgemälde), um 1895, Wells College, Aurora (New York)
- Leogryphs, Rangood, Burma (Aquarell)
- Native quarter, Bombay (Aquarell)
- Snake charmer
- Street corner, Udaipur
- Street of dye houses, Little Agra
- Temple at Little Agra
- Tomb at Agra (Aquarell)
- Water carrier

## Galerie

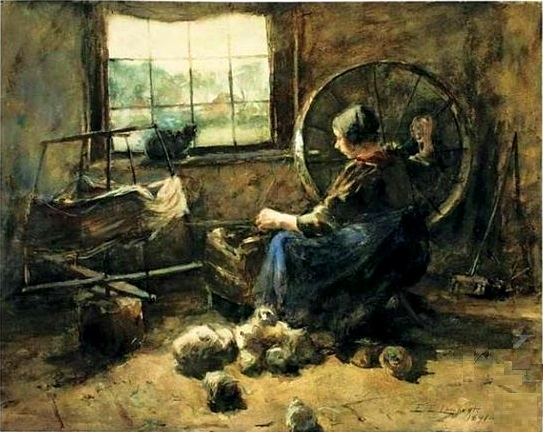
The Breadwinner, 1893
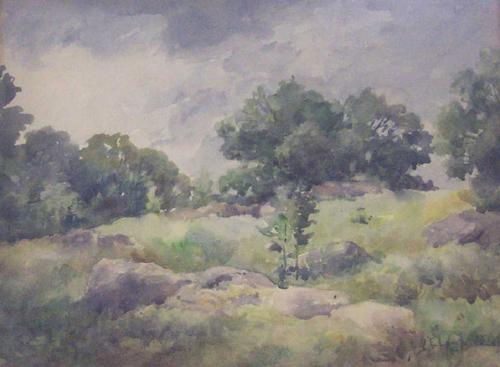
Spring Landscape (Aquarellgemälde)
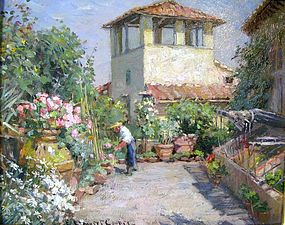
Villa Terrace (Ölgemälde), vor 1910
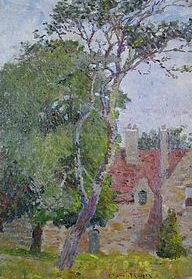
Stone House